# Park Narodowy Constitución de 1857
Park Narodowy Constitución de 1857 (hiszp. Parque nacional Constitución de 1857) – park narodowy w północnym Meksyku, w stanie Kalifornia Dolna. Został utworzony 27 kwietnia 1962 roku i zajmuje obszar 50,09 km². W 2008 roku został zakwalifikowany przez BirdLife International jako ostoja ptaków IBA. Od 2010 roku jest wpisany na listę konwencji ramsarskiej. 

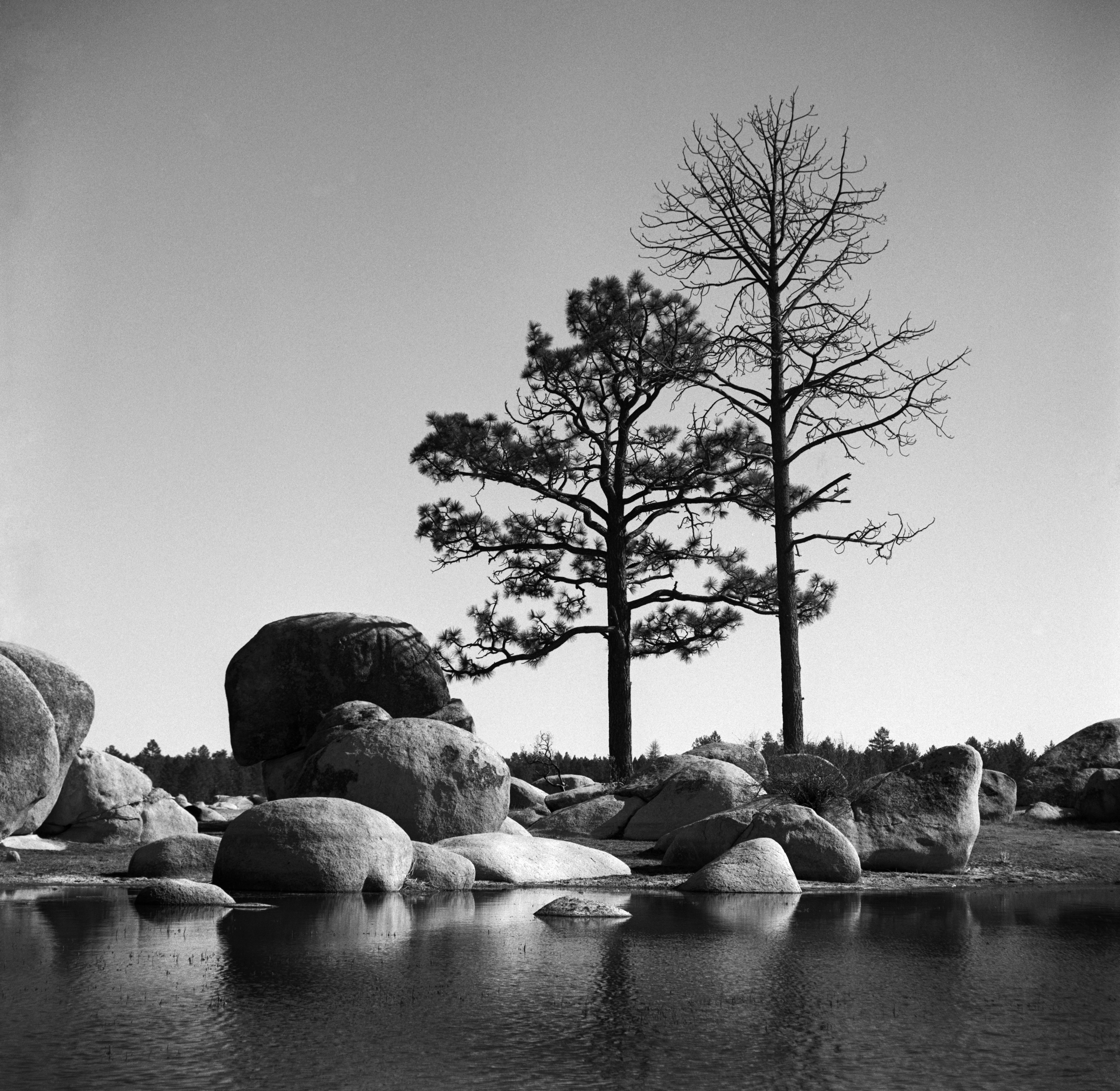
Laguna de Hanson

## Opis
Park położony jest na północnym krańcu Półwyspu Kalifornijskiego, na zachodnim zboczu pasma górskiego Sierra de Juarez, na wysokościach od 1800 m do ponad 2400 m n.p.m. Znajduje się tu wiele małych, okresowych jezior oraz Laguna de Hanson (75 ha), jedyny naturalny zbiornik słodkowodny na Półwyspie Kalifornijskim. Park pokrywają lasy, głównie sosnowe i dębowe. Występuje też chaparral.
Klimat śródziemnomorski. Średnia roczna temperatura w parku wynosi +11,3 °C, a średnie roczne opady 384,6 mm.

## Flora
W parku występują 302 gatunki roślin. Rosną tu m.in.: sosna Jeffreya, Pinus quadrifolia, sosna Coultera, sosna jednoigielna, Quercus peninsularis, Adenostoma sparsifolium, Artemisia tridentata, Ericameria nauseosa, Salvia pachyphylla, Juniperus californica i Arctostaphylos glauca.

## Fauna
W parku występują 103 gatunki ptaków. Są to narażony na wyginięcie (VU) modrowroniec, a także m.in.: przepiór ozdobny, sikora górska, kowalik mały, junko, dzięcioł kalifornijski, sikora kalifornijska, przedrzeźniacz kalifornijski, krzyżodziób świerkowy, płaskonos zwyczajny, łabędź czarnodzioby, klarnetnik północny, orzeł przedni, bernikla obrożna, bielik amerykański, myszołów rdzawoskrzydły, strzyżyk myszaty, orzechówka popielata, krakwa i głowienka preriowa.
Żyje tu 40 gatunków ssaków. Są to m.in.: zając wielkouchy, królak pustynny, kojot preriowy, ryś rudy, puma płowa, mulak czarnoogonowy, urocjon wirginijski, wiewiórka popielata, szop pracz i borsucznik amerykański.
Płazy i gady występujące w parku (44 gatunki) to m.in.: lancetogłów koralowy, grzechotnik kropiaty, Thamnophis hammondii, Crotaphytus insularis, pustyniogwan, frynosoma szerokonosa i Urosaurus nigricaudus.